# Kunal Sharma
Kunal Sharma é um ator norte-americano (12 de Dezembro de 1987). Nasceu em Massachusetts e já atuou em vários filmes com diversas participações em séries de TV.
Participou em 2008 no Disney Channel Games, um tipo de Olimpíadas com jovens astros e estrelas, devido a sua atuação no filme The Cheetah Girls: Um Mundo.
Atualmente Sid em Prison Break 5° temporada.

## Filmografia
Série de tv Prison Break
| Ano  | Título                         | Personagem     | Tipo                     | Notas                    |
| ---- | ------------------------------ | -------------- | ------------------------ | ------------------------ |
| 2005 | Phil Do Futuro                 | Rick Singh     | Série de TV              | Apenas um episódio       |
| 2005 | Commander in Chief             | A.J.           | Série de TV              | Apenas um episódio       |
| 2006 | The Papdits                    | Bhaskar Papdit | Filme de TV              |                          |
| 2006 | Teatchers                      | The Kid        | Série de TV              | Apenas um episódio       |
| 2006 | Hannah Montana                 | Evan           | Série de TV              | Apenas um episódio       |
| 2006 | The Office                     | Adolescente 1  | Série de TV              | Apenas um episódio       |
| 2006 | Hiding Divya                   | Daniel         | Filme                    |                          |
| 2007 | Crossing Jordam                | Park Employee  | Série de TV              | Apenas um episódio       |
| 2007 | Veronia Mars                   | Brett          | Série de TV              | Apenas um episódio       |
| 2007 | Puberty: The Movie             | Ravi Shithead  | Filme                    |                          |
| 2008 | Sacred Journey                 | Omar Muhammad  | Filme                    |                          |
| 2008 | The Adventures of the Food Boy | Joel           | Filme                    |                          |
| 2008 | Legally Blondes                | Vivek          | Filme                    |                          |
| 2008 | Frank The Rat                  | Sammy          | Filme                    |                          |
| 2008 | Disney Channel Games           | Ele mesmo      | Série de TV/Reality Show | Os Cometas: Time Amarelo |
| 2008 | The Cheetah Girls: One World   | Amar           | Filme de TV              | Par Romântico de Aqua    |
| 2010 | Castel (season 1 ep. 3)        | Spencer        | Série de TV              |                          |
| 2017 | Prison Break                   | Sid            | Série de TV              |                          |

## Ligações Externas
Página de Kunal no IMDB (inglês)